# How Would You Feel (Paean)
"How Would You Feel (Paean)" là bài hát của ca sĩ nhạc sĩ người Anh Ed Sheeran, nằm trong album phòng thu thứ ba của anh mang tên ÷ (2017). Sau khi album ra mắt, bài hát đạt vị trí thứ 2 trên UK Singles Chart dù không phải đĩa đơn chính thức và lọt vào top 10 ở sáu quốc gia khác.

## Thông tin
Sheeran thừa nhận rằng "How Would You Feel (Paean)" suýt chút nữa không nằm trong album vì sự đãng trí của mình. Anh nói trong buổi phỏng vấn trên On Air with Ryan Seacrest rằng "[lúc đó] tôi dã hoàn tất album và đang xem xét lại các ghi chú và nói với bạn gái của tôi rằng 'Em yêu thích bài hát nào trong album?' cô ấy đáp 'Anh đã quên mất sự tồn tại của bài ấy rồi còn em thì giữ nó trong e-mail vì anh chỉ gửi bài hát đó cho mình em thôi.' Thế là cô ấy mò ra bài hát ấy từ chắc cỡ một năm rưỡi trước và thế là tôi thu âm bài đó."
Sheeran phát hành "How Would You Feel (Paean)" vào đúng dịp sinh nhật lần thứ 26 của anh, although insisted it was not an official single. Đoạn solo guitar do John Mayer thể hiện.

## Ý kiến phê bình
Cécile Howard của The Edge chấm bài hát 3 trên 5 sao với bình luận "Không có gì mới mẻ khi 'How Would You Feel (Paean)' mang lại đúng những gì người hâm mộ mong muốn và kỳ vọng với chút ít dư vị hời hợt đọng lại." Taylor Weatherby của Billboard coi đây là bài hát có đoạn "solo guitar hay nhất" trong album.

## Xếp hạng
| Bảng xếp hạng (2017)                            | Vị trí cao nhất |
| ----------------------------------------------- | --------------- |
| Úc (ARIA)                                       | 2               |
| Áo (Ö3 Austria Top 40)                          | 25              |
| Bỉ (Ultratip Flanders)                          | 5               |
| Bỉ (Ultratip Wallonia)                          | 21              |
| Canada (Canadian Hot 100)                       | 19              |
| Cộng hòa Séc (Singles Digitál Top 100)          | 22              |
| Đan Mạch (Tracklisten)                          | 18              |
| Euro Digital Songs (Billboard)                  | 4               |
| Pháp (SNEP)                                     | 84              |
| Trường songid là BẮT BUỘC CHO BẢNG XẾP HẠNG ĐỨC | 27              |
| Hungary (Stream Top 40)                         | 35              |
| Ireland (IRMA)                                  | 5               |
| Ý (FIMI)                                        | 32              |
| Hà Lan (Dutch Top 40)                           | 31              |
| Hà Lan (Single Top 100)                         | 10              |
| New Zealand (Recorded Music NZ)                 | 6               |
| Na Uy (VG-lista)                                | 30              |
| Philippines (Philippine Hot 100)                | 60              |
| Bồ Đào Nha (AFP)                                | 22              |
| Scotland (OCC)                                  | 1               |
| Slovakia (Singles Digitál Top 100)              | 21              |
| Tây Ban Nha (PROMUSICAE)                        | 17              |
| Thụy Điển (Sverigetopplistan)                   | 30              |
| Thụy Sĩ (Schweizer Hitparade)                   | 18              |
| Anh Quốc (OCC)                                  | 2               |
| Anh Quốc Download (OCC)                         | 1               |
| Hoa Kỳ Billboard Hot 100                        | 41              |

## Chứng nhận
| Quốc gia                                                    | Chứng nhận | Số đơn vị/doanh số chứng nhận |
| ----------------------------------------------------------- | ---------- | ----------------------------- |
| Úc (ARIA)                                                   | Bạch kim   | 70.000‡                       |
| New Zealand (RMNZ)                                          | Vàng       | 15.000‡                       |
| Anh Quốc (BPI)                                              | Bạc        | 200.000‡                      |
| ‡ Chứng nhận dựa theo doanh số tiêu thụ và phát trực tuyến. |            |                               |